# 1844

## Esdeveniments
Països Catalans
- Es crea el Banc de Barcelona promogut per Manuel Girona, i la Caixa de Barcelona. Primer banc privat espanyol.

Resta del món
- Alexandre Dumas publica la novel·la Els tres mosqueters.
- Mor l'últim exemplar d'Alca impennis, demostrant-se així el concepte d'extinció.

## Naixements
Països Catalans
- 14 de març - Alcoi (l'Alcoià): Llorenç Casanova i Ruiz, pintor valencià (m. 1900).
- 9 de maig - Dénia (la Marina Alta): Roc Chabàs Llorens, religiós i historiador valencià (m. 1912).[1]
- 11 de novembre - Barcelona: Josep Balari i Jovany, filòleg, hel·lenista, historiador i taquígraf català (m. 1904).
- 28 de novembre - València (l'Horta): Josep Aixa Íñigo, escultor valencià (m. 1920).
- 6 de desembre - Castelló de la Plana, Plana Alta: Elena Sanz Martínez d'Arrizala, mezzosoprano valenciana, amant del rei Alfons XII.[2]
- Falconara: Pietro-Battista Farinelli de Falconara, compositor.

Resta del món
- 7 de gener - Lorda: Bernadeta Sobirós, pastora gascona venerada com a santa.[3]
- 1 de febrer - Ashfield, Massachusetts: Granville Stanley Hall, psicòleg.
- 18 de febrer - París, Victorine Meurent va ser una pintora francesa i també una model de pintors (m. 1927).[4]
- 10 de març - 
  - Pamplona: Pablo Sarasate, violinista i compositor navarrès.(m. 1908).[5]
  - Londres: Marie Spartali Stillman, pintora prerafelita britànica, per a molts la millor artista d'aquest moviment (m. 1927).[6]
- 18 de març - Imperi Rus: Nikolai Rimski-Kórsakov, compositor rus (m. 1908).[5]
- 19 de març - Tampere: Minna Canth, escriptora i feminista finlandesa.[7]
- 30 de març - Metz, Regne de França: Paul Verlaine, poeta francès.(m. 1896)[8]
- 16 d'abril - París (França): Anatole France, escriptor francès, Premi Nobel de Literatura de 1921 (m. 1924).[9]
- 22 d'abril - Ontario: George Bryce, historiador canadenc.
- 21 de maig - 
  - Montevideo, Uruguai: Manuel Pérez y Curis, escriptor i poeta uruguaià.
  - Laval (Mayenne), França: Henri Rousseau: pintor francès (m. 1910).[10]
- 22 de maig - Allegheny City, Pennsilvània: Mary Cassatt, pintora americana del període impressionista, establerta a París (m.1926).[11]
- 25 de maig - Santo Domingo, República Dominicana: Francisco Gregorio Billini, president dominicà (m. 1898).
- 14 de juny - París: Léontine Lippmann, salonnière francesa, model literari de Proust i Anatole France (m. 1910).[12]
- 4 de juliol - Comtat de Rensselaer, Nova York: Edmonia Lewis, escultora americana (m. 1907).[13]
- 10 de juliol - St. Georgen an der Stiefing, Estíria: Amalie Materna, soprano austríaca.[14]
- 15 d'octubre - Röcken bei Lützen, Saxònia: Friedrich Nietzsche, filòsof alemany (m. 1900).[15]
- 23 d'octubre - París, França: Sarah Bernhardt, actriu de teatre i cinema.[16]
- 27 d'octubre - Göteborg (Suècia): Klas Pontus Arnoldson, periodista i escriptor suec, Premi Nobel de la Pau de 1908 (m. 1916).

## Necrològiques
Països Catalans
Resta del món
- 27 de gener - París, França: Charles Nodier, escriptor francès (n. 1780).
- 24 de març - Copenhaguen (Dinamarca) Bertel Thorvaldsen escultor danès/islandès del neoclassicisme. (n. 1770)[17]
- 8 d'abril - Viena: Ignaz Franz von Mosel, crític musical i historiador de la música.[18]
- 27 de juliol - Manchester, Anglaterra: John Dalton, naturalista, químic, matemàtic i meteorólogic anglès (n. 1766).[19]
- 14 de novembre - Bordeus, França: Flora Tristan, escriptora, feminista i socialista francesa (n. 1803)
- 14 de desembre - Ciutat de Mèxic Mèxic: Melchor Múzquiz, sisè president de Mèxic (1832).
- Florència, Itàlia: Ida Botti Scifoni, pintora.

- 8 d'abril: Ignaz Franz von Mosel, crític musical i historiador de la música.